# Fințești, Buzău
Fințești este un sat în comuna Năeni din județul Buzău, Muntenia, România.

## Geografie
Se află în zona dealurilor Istriței, în vestul județului.

## Istoric
La sfârșitul secolului al XIX-lea, satul era reședința comunei Fințești, formată din satele Fințești și Tufele-Fințești și aflată în plasa Tohani a județului Buzău. Ea avea 1240 de locuitori, o biserică și o școală cu 62 de elevi, din care 6 fete. În 1925, ea fusese desființată și inclusă în comuna Jugureni, pentru a reapărea în 1931 cu satele Fințești și Bordușani-Tufele.
În 1950 a trecut la raionul Mizil din regiunea Buzău și apoi (după 1952) din regiunea Ploiești, iar în 1968 a revenit la județul Buzău și a fost desființată, fiind inclusă în comuna Năeni.

## Personalități notabile
- Ștefan Popescu (1872-1948), pictor, desenator, gravor, membru de onoare al Academiei Române din anul 1936.